# Vitkostasi i sakati majmuni
Vitkostasi i sakati majmuni (Colobinae) predstavljaju potporodicu porodice psolikih majmuna podijeljenu na 10 rodova s ukupno 60 vrsta. U ovoj potporodici su, između ostalih, i sjeverni crno-bijeli gvereza koji nalikuje na američkoga smrdljivca, dugorepi nosan, te Hanumanovi languri koje u Indiji smatraju svetim.
Neke klasifikacije dijele vitkostase u dva tribusa, dok ih druge dijele u tri skupine. Obje klasifikacije stavljaju dva afrička roda Colobus i Piliocolobus u jednu skupinu, a oba su roda prepoznatljiva po tome što imaju krnji palac. Razne azijske rodove smještaju u jednu ili dvije preostale skupine. Analiza DNK potvrđuje da azijske vrste tvore dvije različite skupine, od kojih jedna obuhvaća langure, a u drugoj su vrste s čudnim nosevima. Međutim, postoje naznake da Hanumanovi languri nisu blisko povezani ni s jednom od njih.

## Rasprostranjenost
Spomenuta dva tribusa nastanjuju sasvim odvojena područja. Dok vitkostasi žive u Aziji (Južna i Jugoistočna Azija, južna Kina), sakati majmuni nastanjuju tropski pojas Afrike.

## Izgled i način života
To su srednje veliki primati s dugim repom (iznimka je Pagaiski kratkonosi majmun, Simias). Krzno im je različito obojeno. No upadljivo je, da se boja krzna mladunaca kod gotovo svih vrsta značajno razlikuje od boje odraslih. Kod sakatih majmuna palac je zakržljao. Ovo ime dali su im Europljani koji su, kad su ih prvi put vidjeli, greškom mislili da su jedinke zbog neke ozljede izgubile palac, ne znajući da im je to obilježje.

## Način života
Većina vrsta živi na drveću, ali neke vrste borave manje-više često na tlu. Nastanjuju vrlo različite životne prostore u različitim klimatskim područjima (na primjer, žive u tropskim kišnim šumama, šumama mangrova, brdskim šumama i savanama, ali nema ih u pustinjama i drugim sušnim područjima). Žive u skupinama koje mogu biti različitih oblika.

## Hrana
Svi su gotovo isključivo biljojedi, hrane se pretežno lišćem, cvijećem i voćem. Kukce ili druge beskralješnjake pojedu samo slučajno, zajedno s biljnom hranom. Kako bi mogli probaviti takvu vrstu hrane, imaju višedijelni, kompleksni želudac.

## Razmnožavanje
Skotnost kod ove skupine majmuna traje 6-7 mjeseci, nakon čega ženka donosi na svijet najčešće jedno mladunče. Nakon godinu dana, majka ga prestaje dojiti. Spolno zreli postaju u dobi od 3 do 6 godina, a očekivani životni vijek im je oko 20 godina.

## Ugroženost
Uništavanje njihovih staništa krčenjem šuma i pretvaranjem tla u poljoprivredno zemljište odnosno pašnjake predstavlja najveću opasnost ovih vrsta, naročito jer mnoge vrste žive na vrlo malim područjima. To je razlog, da su neke vrste uvrštene na IUCNovu crvenu listu ugroženih vrsta. Od 35 vrsta 14 se smatra ugroženim, a dvije vrlo ugroženim, dok za preostale vrste nema dovoljno podataka.

## Sistematika
Vitkostasi i sakati majmuni se mogu podijeliti na dva neformalna tribusa s trenutno ukupno 10 rodova, no ova klasifikacija nije nesporna:
- Sakati majmuni (Colobini) žive u Africi i trenutno obuhvaćaju tri roda:
  - Crno-bijeli sakati majmuni (Colobus)
  - Crveni sakati majmuni (Piliocolobus)
  - Zeleni sakati majmun (Procolobus)
- Vitkostasi majmuni (vitki majmuni; Presbytini) žive u Aziji i obuhvaćaju sedam rodova, od kojih prva tri spadaju u grupu langura, a za preostala četiri roda uobičajio se naziv preuzet iz engleskog "Odd-nosed monkeys" (majmuni neobičnih nosova).
  - Presbytis
  - Trachypithecus
  - Hanumanovi languri često i indijski languri (Semnopithecus)
  - Pygathrix
  - Kratkonosi majmuni (Rhinopithecus)
  - Pagaiski kratkonosi majmun (Simias)
  - Nosati majmuni (Nasalis).

## Drugi projekti
|  | Zajednički poslužitelj ima još gradiva o temi Vitkostasi i sakati majmuni |
|  | Wikivrste imaju podatke o taksonu Vitkostasim i sakatim majmunima         |